# Mariusz Grzebalski

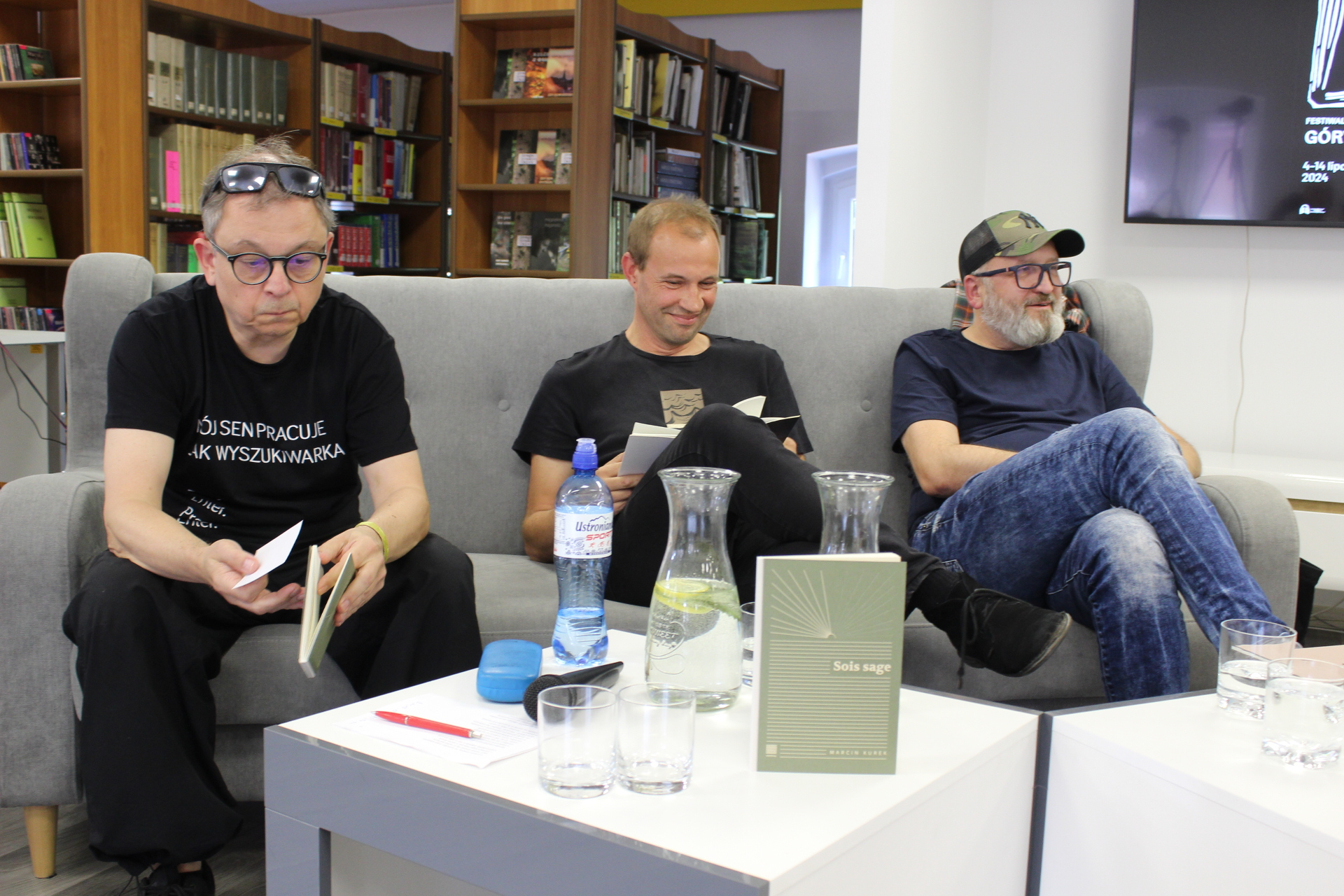
Marcin Kurek, Bartłomiej Majzel, Mariusz Grzebalski

Mariusz Grzebalski (ur. 22 lutego 1969 w Łodzi) – polski poeta i prozaik.

## Życiorys
Studiował filozofię i polonistykę w Poznaniu. Autor ośmiu zbiorów wierszy. Laureat m.in. nagrody literackiej im. Kazimiery Iłłakowiczówny (za zbiór wierszy Negatyw, 1994), nagrody Polskiego Towarzystwa Wydawców Książek (za zbiór Ulica Gnostycka, 1997), nagrody Ericha Burdy (2001), Wrocławskiej Nagrody Poetyckiej „Silesius” 2014 za najlepszą książkę poetycką roku 2013 za zbiór W innych okolicznościach, za który był również nominowany do Nagrody Poetyckiej im. Wisławy Szymborskiej 2014. Nagrodzony przez Poznański Przegląd Nowości Wydawniczych (2001, 2012). Były redaktor naczelny Ogólnopolskiego Dwutygodnika Literackiego „Nowy Nurt”, były redaktor artzina „Już Jest Jutro” oraz „Dodatku Literackiego” Nagrody Literackiej Gdynia. W 2001 roku ukazał się wybór jego wierszy w przekładzie na język niemiecki – „Graffiti” (tłum. Doreen Daume, posłowie Alfreda Kolleritscha). Wydany w 2006 „Człowiek, który biegnie przez las” był jego debiutem prozatorskim. Obecnie pracuje jako redaktor w Wydawnictwie WBPiCAK, gdzie prowadzi Wielkopolską Bibliotekę Poezji i Bibliotekę Poezji Współczesnej.

## Twórczość

### Poezja
- Negatyw (Pracownia, Ostrołęka 1994)
- Ulica Gnostycka (Obserwator, Poznań 1997)
- Widoki (Barbarzyńcy i nie, Legnica 1998)
- Drugie dotknięcie (Biuro Literackie, Legnica 2001)
- Graffiti (Edition Korrespondenzen, Wiedeń 2001)
- Słynne i świetne (Biuro Literackie, Wrocław 2004)
- Pocałunek na wstecznym (Biuro Literackie Wrocław 2007), ISBN 978-83-60602-14-0
- Niepiosenki (Biuro Literackie Wrocław 2009)
- Kronika zakłóceń. Wiersze zebrane 1994–2010, (Biuro Literackie, Wrocław 2010)
- W innych okolicznościach (Wydawnictwo EMG, Kraków 2013)
- Dziennik pokładowy. Wybór wierszy (wydawnictwo WBPICAK, Poznań 2015)
- Tylko kanarek widział (Wydawnictwo Warstwy, Wrocław 2024)[4][5], ISBN 978-83-67186-20-9

### Proza
- Człowiek, który biegnie przez las (W.A.B, Warszawa 2006), ISBN 83-7414-174-3

### Antologie
- Free Over Blood Contemporary Polish poetry in translation pod redakcją Dawida Junga i Marcina Orlińskiego, przekład na angielski Marek Kaźmierski, Karen Kovacik, Benjamin Paloff i Katarzyna Szuster (Londyn, Zeszyty Poetyckie/OFF Press, 2011)[6]

- Antologia młodej poezji, Biblioteka „Już Jest Jutro”, Poznań 1993
- Macie swoich poetów. Liryka polska po 1960 r. Wypisy, „Lampa i Iskra Boża”, Warszawa 1995, 1997
- Zeppelin. Antologia poezji, Obserwator, Biblioteka „Czasu Kultury”, Poznań 1996
- Długie pożegnanie. Tribute to Raymond Chandler, Agencja Wydawnicza „Zebra”, Kraków 1997
- Bílé propasti. Antologie současné polské poezie, Nakladatelství „Host”, Brno 1997
- Antologia, Oficyna Literacka, Kraków 1999
- Antologia nowej poezji polskiej 1990–1999, Wydawnictwo „Zielona Sowa”, Kraków 2000
- 14.44. Poeci Fortu 1996−1999, Biuro Literackie „Port Legnica”, Legnica 2000
- New Polish Writing, „Chicago Review”, vol. 46, nr 3 & 4/2000
- Polen, „Podium” 143 [2002], Wiedeń
- Złota kolekcja „Kursywy”, Bytom 2002
- Carnivorous Boy, carnivorous Bird. Antologia współczesnej poezji polskiej, Zephyr Press, Chicago, 2002
- 17 polska poeter, FiB:S Lyrikklubb, Stockholm 2003
- Language Year-Book, Ernst Klett Sprachen GmbH, Stuttgart 2003
- New Polish Poetry, „Lyric” nr 8, Houston 2005
- Asklop. Polska nazaj. Antologija novejše poljske poezije, Lud Šerpa, Ljubljana 2005
- Poza słowa. Antologia wierszy 1976–2006, Słowo Obraz Terytoria, Gdańsk 2006
- Stanje pripravnosti. Pregled savremene poljske poezije (sautori rođeni 1960. godine i kasnije), Belgrad 2006
- Słynni i świetni. Debiuty poetyckie Wielkopolan 1989-2007, Poznań 2007
- Polnische Poesie nach der Wende – Generation ’80. Antologie, hrsg. von Robert Hodel, Wydział Slawistyki Uniwersytetu Hamburskiego, Wydział Polonistyki Uniwersytetu Warszawskiego, Hamburg 2008
- Pogoda ziemi. Wiersze polskie po 1918 roku, Wydawnictwo Eurograf, Warszawa 2010
- Powiedzieć to inaczej. Polska liryka Nowoczesna, Wydawnictwo WBPiCAK, Poznań 2011
- Pociąg do poezji. Antologia wierszy współczesnych z motywem podróży, Kutnowski Dom Kultury, Kutno 2011
- Poesía a contragolpe. Antología de poesía polaca contemporánea (autores nacidos entre 1960 y 1980), Prensas Universitarias de Zaragoza, 2012
- A City of Memory. A Bilingual Anthology of Contemporary Polish Poetry, Slavica Publishers, Bloomington 2014
- Miłość nie jest tym słowem. Antologia poetek i poetów polskich debiutujących po roku 1989, Wydawnictwo Janet 45, Sofia 2014
- 100 wierszy polskich stosownej długości, Biuro Literackie, Wrocław 2015
- Przewodnik po zaminowanym terenie, Ośrodek Postaw Twórczych/ Biuro Festiwalowe Impart, Wrocław 2016
- Czarnoleskiej ja rzeczy chcę! Poeci dla Niepodległej, Fundacja im. Jana Kochanowskiego, Sosnowiec 2018
- Wolny wybór. Stulecie wierszy 1918–2018, WBPiCAK, Poznań 2018
- Grand Tour. Reisen durch die junge Lyrik Europas, Carl Hanser Verlag GmbH & Co. KG, München 2019
- Przewodnik po zaminowanym terenie 2, Ośrodek Postaw Twórczych/ Biuro Festiwalowe Impart, Wrocław 2021.

### Prasa
„Apokalipsa” (Słowenia), „Chimera”, „Chicago Reviev” (USA), „Czas Kultury”, „Czetwer” (Ukraina), „Die Hören” (Niemcy), „Sinn und Form” (Niemcy), „Ekologist” (Czechy), „FA-ART.”, „Fraza”, „Jacket” (Australia), „Kresy”, „Lyric” (USA), „Manuskripte” (Austria), „Metai” (Litwa), „NaGłos”, „Odra”, „Podium” (Austria), „Przekrój”, „RAK. Revue Aktualnej Kultury” (Słowenia), „Razgledi” (Słowenia), „Studium”, „Twórczość”, „Tygodnik Powszechny” oraz inne.

### Wyróżnienia
- Nagroda Literacka im. Kazimiery Iłłakowiczówny za najlepszy poetycki debiut roku (Negatyw,1995)
- Stypendium Twórcze Rady m. Poznania (1995)
- Medal Młodej Sztuki (1996)
- Nagroda Polskich Wydawców Książek (Ulica Gnostycka, 1998)
- Hubert Burda-Stipendium (dla poetów z Europy Środkowej i Wschodniej, 2001)
- Wyróżnienie Poznańskiego Przeglądu Nowości Wydawniczych (2001)
- Nominacja do Europejskiej Nagrody Poetyckiej miasta Münster (2002)
- Uznanie przez tygodnik „Newsweek-Polska” zbioru Drugie dotknięcie za jedną z trzech najlepszych książek poetyckich 2001 r. (2002)
- Stypendium ministra MKiDN (2005)
- Stypendium ministra MKiDN (2007)
- Nominacja do Wrocławskiej Nagrody Poetyckiej Silesius (Niepiosenki 2010)
- Nagroda Polskich Wydawców Książek (Niepiosenki, 2010)
- Wrocławska Nagroda Poetycka Silesius (W innych okolicznościach, 2014)
- Nominacja do Nagrody Poetyckiej im. Wisławy Szymborskiej (2014)
- Nagroda Fundacji Kultury (2014)
- Nagroda Marszałka Województwa Wielkopolskiego w dziedzinie kultury (2015)
- Nominacja do Nagrody Literackiej Nike (Tylko kanarek widział, 2025)